# Дзайбацу

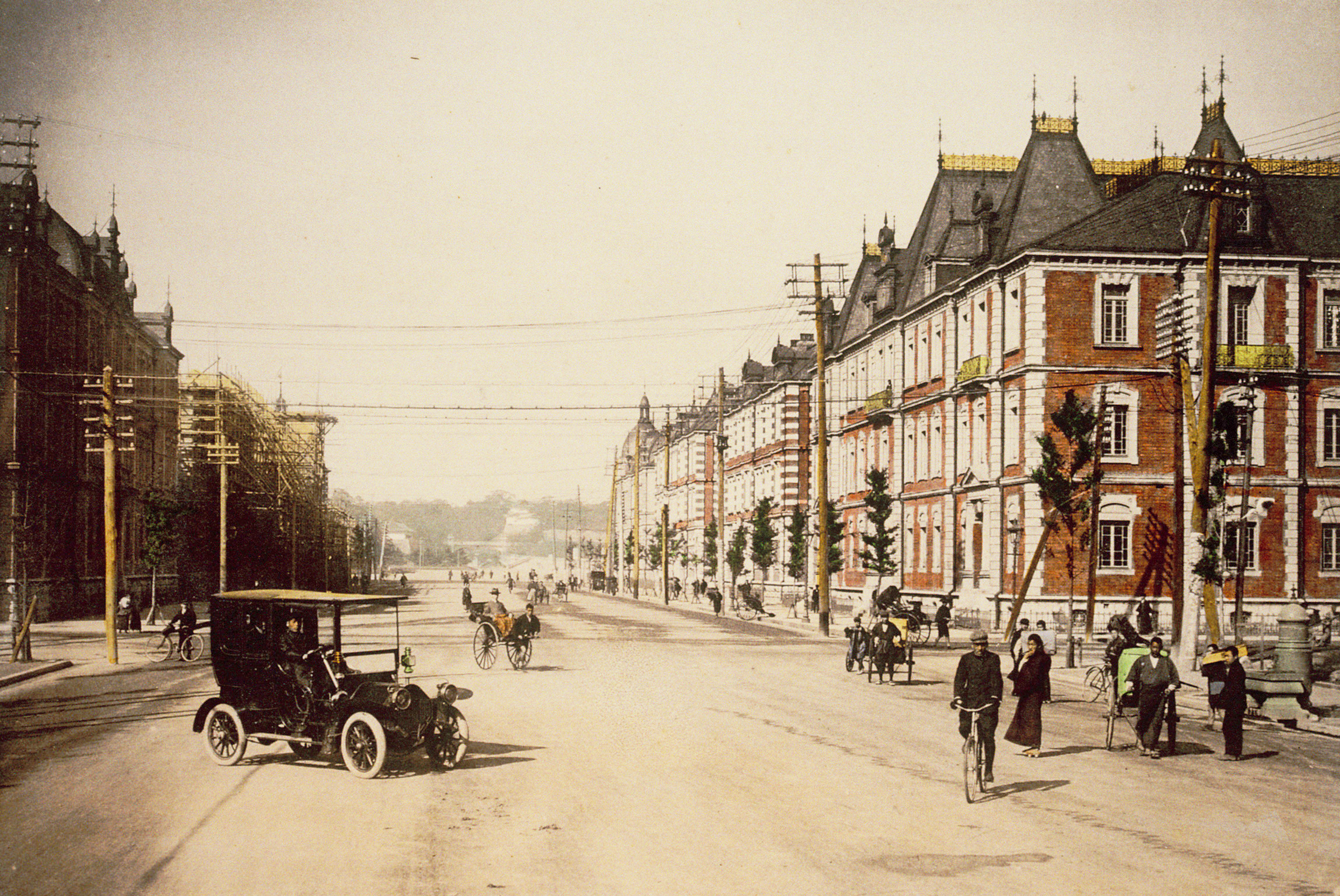
Штабквартира дзайбатсу Mitsubishi в Маруноучі, до 1923 року.

Дзайбацу (яп. 財閥, ざいばつ, zaibatsu, МФА: [d͡zai̯bat͡su̥], «фінансова група; олігархи, плутократи») — термін, який використовувався в Японській імперії для позначення конгломератів, чий вплив і розміри дозволяли контролювати значні частини японської економіки від періоду Мейдзі до кінця Другої світової війни. Вони були замінені на модель Кейрецу у другій половині XX століття. Корейський повоєнний аналог — чеболь.

## Термінологія
Термін «дзайбацу» був введений в Японії в XIX столітті від китайсько-японських коренів zai 財 («багатство», від середньокитайського dzoi) і batsu 閥 («кліка», «група», від середньокитайського bjot). Хоча самі дзайбацу існували з 19 століття, цей термін не застосовувався до початку Першої світової війни. За визначенням, дзайбацу були великими вертикальними монополіями, що контролюються сім'єю, що складаються з холдингової компанії на вершині, яка повністю володіла банківською філією, яка надавала фінанси, і кількома промисловими дочірніми підприємствами, що домінують у певних галузях ринку, або виключно, або через ряд дочірніх компаній.

## Значущість
Дзайбацу були основою економічної та промислової діяльності в Японській імперії й мали великий вплив на японську національну та зовнішню політику. Політична партія Ріккен Сейюкай розглядалася як продовження групи Міцуї, яка також мала дуже міцні зв'язки з Імператорською японською армією. Аналогічно, Міксейт Ріккен була пов'язана до групи Міцубісі, як і з Імператорським флотом Японії. До початку Другої світової війни тільки дзайбацу «Великої четвірки» (Міцубісі, Сумітомо, Ясуда та Міцуї) мали прямий контроль над більш ніж 30 % гірничодобувної, хімічної та металургійної промисловості Японії та майже 50 % контролю на ринку машин та обладнання, контролювали значну частину іноземного комерційного флоту і 70 % комерційної біржі.
Дзайбацу з підозрою розглядали як правий, так і лівий політичний спектр у 1920-1930-х роках. Попри те, що у світі розпочалася світова економічна депресія, дзайбацу процвітали шляхом валютних спекуляцій, підтримки низьких витрат на оплату праці та військових закупівель. Ситуація вибухнула у формі інциденту Ліги крові березня 1932 р. із вбивством керівного директора Міцуї, після чого дзайбацу намагалися покращити свій громадський імідж завдяки посиленій благодійній роботі.

## Історія та розвиток

### Велика четвірка
"Велика четвірка" дзайбацу (яп. 四大財閥, yondai zaibatsu) у хронологічному порядку заснування Сумітомо, Міцуї, Міцубісі та Ясуда є найбільш значущими дзайбацу. Два з них, Сумітомо і Міцуї, мають коріння в періоді Едо, тоді як Міцубісі та Ясуда простежують своє походження до реставрації Мейдзі. Від періоду Мейдзі до періоду Шова уряд використовував їх фінансові досвід та компетенції для різних починань, включаючи збір податків, військові закупівлі та зовнішню торгівлю.

### Нові дзайбацу
За виключенням Великої четвірки не існує консенсусу щодо того, які компанії можна вважати дзайбацу, а які ні. Після російсько-японської війни також з'явилася низка так званих дзайбацу «другого рівня», в основному в результаті ділових конгломератів та/або укладення вигідних військових контрактів. Деякі більш відомі дзайбацу другого рівня включали групи Окура, Фурукава та Накаджіма, а також декілька інших.
Ранні дзайбацу інколи дозволяли часткове акціонування дочірніх компаній, проте ніколи керівні холдингової компанії, або ключових дочірніх підприємств.
Монополістична ділова практика дзайбацу привела до утворення закритого кола компаній, поки в 1930-х роках не розпочалася японська промислова експансія на азійському материку (Маньчжоу-го), що дозволило створити низку нових груп (шинко-дзайбацу), включаючи Ніссан. Ці нові дзайбацу відрізнялися від традиційних дзайбацу лише тим, що вони не контролювалися конкретними сім'ями, а не з точки зору ділової практики.

### Післявоєнний розпуск

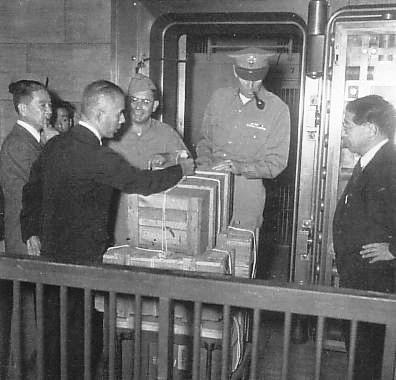
Вилучення активів сімей зайбацу, 1946

Дзайбацу неоднозначно розглядалися японськими військовими, й значну частину їх виробничих потужностей було націоналізовано протягом Другої світової війни. Ті активи, що залишилися також зазнали значних руйнувань під час війни.
Під Союзною окупацією після капітуляції Японії було здійснено частково успішну спробу розпуску дзайбацу. Багато економічних радників, що супроводжували адміністрацію SCAP мали досвід з програмою Нового курсу американського президента Рузвельта та мали дуже багато засторог щодо монополій та обмежувальних ділових практик, які, як вони вважали, є неефективними та є формою корпоратократії (і, таким чином, властиво анти-демократичними).
Протягом окупації Японії, шістнадцять дзайбацу були спрямовані на повне розформування, і ще двадцять шість для реорганізації після розпуску. Серед дзайбацу які були призначені до розформування в 1947 році були Асано, Фурукава, Накаджима, Ніссан, Номура та Окура. Крім того, Ясуда розпустилася у 1946 році. Майно керівних родин було вилучено, керівні компанії ліквідовані та ізольовані директорати, важливі для старої системи координації між компаніями, опинилися поза законом. Matsushita (яка пізніше взяла назву Panasonic), яка не була класичною дзайбацу, спочатку також була призначена до розформування, але збереглася завдяки петиції підписаної 15000 працівників її спілки та їх родин.
Однак повного припинення діяльності дзайбацу так і не було досягнуто, головним чином тому, що уряд США скасував накази, намагаючись реіндустріалізувати Японію як опору проти комунізму в Азії.
У своїх спогадах 1967 року Кеннан написав відсторонено від Плану Маршалла, встановлення «зворотного курсу» в Японії було «найбільш вагомим внеском, який я коли-небудь міг зробити в уряді.» Дзайбацу загалом вважалися корисними для японської економіки та уряду, та думки японської громадськості, щодо працівників та керівників дзайбацу та усталеної бюрократії стосовно планів розформування дзайбацу варіювалися від неенергійного до несхвального. Крім того, зміна політики окупації протягом зворотного курсу слугувала припинкою, якщо не останнім, дорожнім пунктом до усунення дзайбацу.

### Сучасний вплив
Сьогодні вплив дзайбацу все ще можна побачити у вигляді фінансових груп, установ та великих компаній, походження яких сягає початкових дзайбацу, які часто поділяють однакові початкові прізвища керівник родин (наприклад, банківська корпорація Sumitomo Mitsui). Однак дехто стверджує, що «старі механізми фінансового та адміністративного контролю», якими колись користувалися дзайбацу, були знищені. Попри відсутність фактичної глибокої зміни існування великих промислових конгломератів в Японії, попередній вертикально інтегрований ланцюжок командування дзайбацу, що закінчується єдиною сім'єю, зараз широко зміщений горизонтальними зв'язками асоціації та координації, характерними для кейрецу (系列). Кейрецу, означає «серія» або «дочірня компанія», можна трактувати як судження про цю різницю.